# 4213-as mellékút (Magyarország)
A 4213-as számú mellékút egy közel 26 kilométer hosszú, négy számjegyű országos közút Hajdú-Bihar vármegye déli részén, Biharnagybajomot köti össze Berettyóújfaluval.

## Nyomvonala
Biharnagybajom központjában ágazik ki a 4212-es útból, annak a 12,500-as kilométerszelvénye közelében, keleti irányban, Rákóczi út néven. Nagyjából 800 méter után lép ki a település házai közül, ott a kezdeti irányához képest már kissé délebbnek húzódik. A 4,250-es kilométerszelvénye táján hagyja el teljesen a községet és lép át Nagyrábé területére.
Nagyrábé belterületét 6,2 kilométer után éri el, itt a Dózsa György út nevet viseli, még azt követően is, hogy nem sokkal később, egy körforgalmú csomópont után – ahol a 42 113-as számú mellékút ágazik ki Pernyéspuszta külterületi településrészre – 90 fokos irányváltással északnak fordul. 7,2 kilométer után újra keletnek fordul, de ekkor már nevet is vált, Kossuth Lajos utca néven folytatódik. Néhány száz méter után beletorkollik a 4226-os út, amely Bihartorda északi része és Bihardancsháza felől húzódik idáig, szűk 6 kilométeren át; újabb néhány száz méter után pedig ismét nevet vált, a folytatásban a Rétszentmiklósi út nevet veszi fel. Így éri el a belterület keleti peremét, ahol északkeleti, majd a falu legszélén északi irányba fordul. Ahol elhagyja az utolsó nagyrábéi házakat is, a 9,450-es kilométerszelvénye táján, ott egyúttal szinte egyből át is lépi a következő település, Bihartorda határát.
Bihartorda majdnem össze van nőve Nagyrábéval, 9,7 kilométer után az út már bihartordai belterületek közt folytatódik, Jókai utca néven. A 10. kilométere után egy elágazáshoz ér: a tovább egyenesen haladó útszakasz a 4805-ös útszámozást viseli, és ezen a számon itt ér véget, Debrecentől idáig majdnem 40 kilométeren át húzódva, a 4213-as út pedig kelet felé veszi az irányt és Kossuth Lajos út néven folytatódik, a település belterületének keleti széléig, amit 11,4 kilométer után ér el. Onnantól mintegy 2,5 kilométeren át délkeleti irányt követ, majd még a 14. kilométere előtt újra visszatér a keleti irányhoz.
Kevéssel a 15. kilométere előtt egy vízfolyást keresztez, egyúttal átlépi a következő falu, Bakonszeg határát. 17,1 kilométer után áthalad a Kálló-ér folyása felett, majd egyből beér a község lakott területére. A belterület teljes hosszán a Hunyadi utca nevet viseli, közben, kevéssel a 18,400-as kilométerszelvénye után kiágazik belőle a 4224-es út dél felé, Zsáka irányába. Nem sokkal a 20. kilométere után hagyja el Bakonszeg legkeletibb házait, bő 200 méter után pedig eléri Berettyóújfalu nyugati határát. Utolsó kilométereit a város külterületei közt teljesíti, majd a 47-es főútba beletorkollva ér véget, annak 37,850-es kilométerszelvénye táján.
Teljes hossza, az országos közutak térképes nyilvántartását szolgáló kira.gov.hu adatbázisa szerint 25,853 kilométer.

## Települések az út mentén
- Biharnagybajom
- Nagyrábé
- Bihartorda
- Bakonszeg
- Berettyóújfalu